# Дай Бинго
Дай Бинго́ (кит. упр. 戴秉国, пиньинь Dài Bǐngguó; р. 31 марта 1941) — китайский политик и дипломат. 

## Биография
Принадлежит к народности туцзя. Родился на горе Шамушань в деревушке Дуймацунь уезда Иньцзян провинции Гуйчжоу. Осенью 1952 года поступил на обучение в полную начальную школу поселка Баньси. 
Окончил Сычуаньский университет, изучал русский язык. Затем поступил в магистратуру Института иностранных дел в Пекине. Однако вскорости в 1965 попал под кампанию "Четыре пережитка", оказавшись в Хунани. Вернувшись в МИД, в 1966 попадет в отдел по работе с Советским Союзом департамента Европы и СССР (ДЕС), где прошёл путь от рядового сотрудника до заместителя главы отдела, затем главы отдела, заместителя директора департамента и директора оного. С 1969 по 1973 работал в посольстве Китая в СССР. Затем работал в Школе кадров 7 мая при МИДе. Через год вернулся в ДЕС. 
В 1989—1991 гг. посол КНР в Венгрии. Затем занимал должности помощника министра и заместителя министра по делам России и стран Восточной Европы, после чего переведен в Отдел международных связей ЦК КПК. 
C августа 1997 года по апрель 2003 года заведующий международным отделом ЦК КПК.
В 2005 году заместитель министра иностранных дел Китая.
C апреля 2005 года по август 2013 года ответсекретарь руководящей группы по иностранным делам при ЦК КПК.
В 2008—2013 гг. член Госсовета КНР.
С ноября 2013 года предсовета Цзинаньского университета.

## Награды
- Орден Дружбы (28 июля 2011 года, Россия) — за большой вклад в укрепление отношений стратегического партнёрства между Российской Федерацией и Китайской Народной Республикой[1].
- Медаль Пушкина (31 октября 2007 года, Россия) — за большой вклад в распространение, изучение русского языка, сохранение культурного наследия, сближение и взаимообогащение культур наций и народностей[2].
- Орден Короля Дмитара Звонимира (Хорватия).